# 少花蛇根草
少花蛇根草（学名：Ophiorrhiza pauciflora）是茜草科蛇根草属的植物。分布在印度东北部以及中国大陆的云南等地，多生在密林下，目前尚未由人工引种栽培。